# Kruti
Kruti  (ucraniano: Круті) es una localidad del Raión de Podilsk en el Óblast de Odesa de Ucrania. Según el censo de 2001, tiene una población variable de 820 habitantes.